# La Paloma (Rocha)
La Paloma – miasto w Urugwaju, w departamencie Rocha.